# Benedikt Levi
Benedikt Samuel Levi (geboren am 14. Oktober 1806 in Worms; gestorben am 4. April 1899 in Gießen) war ein deutscher Rabbiner.

## Leben
Benedikt Levi war Sohn des Wormser Rabbiners und späteren Mainzer Großrabbiners Samuel Levi (1751–1813) und der Sara Worms. Bereits im Alter von vier Jahren besuchte er einen Cheder und mit fünf Jahren eine Talmud Thorah Schule. Seine religiöse Erziehung erhielt er durch die Rabbiner Gumpel Weismann, Ephraim Kastel und Löb Ellinger. Auf dem Sterbebett bestimmte der Vater Benedikt zum Rabbiner. Nach einer weiteren Ausbildungsphase an der israelitischen Bürgerschule Michael Creizenachs in Mainz studierte er ab 1824 Philosophie an der Universität Würzburg und besuchte gleichzeitig die dortige Jeschiwa von Abraham Bing. Nach zwei Jahren setzte er seine Studien an der Universität Gießen fort und promovierte dort 1828 zum Dr. phil. Ordiniert wurde er von Koppel Bamberger in Mainz. Nach einer Zeit als Rabbinerassistent in seiner Heimatstadt Worms wurde er am 1. Oktober 1829 Stadtrabbiner von Gießen. Von 1842 bis zum Eintritt in den Ruhestand am 10. Juli 1897 war Levi Großherzoglich-Hessischer Bezirksrabbiner der Provinz Oberhessen mit Sitz in Gießen.
Seit 1853 war Levi Mitglied im Verein jüdischer Gelehrter Abraham Geigers.
1867 weihte er die Neue Synagoge in Gießen ein. Die Jüdische Gemeinde in Gießen errichtete zu seinem Andenken die Rabbiner Dr. Levi'sche Stiftung als Armenstiftung.
1832 heiratete Levi Henriette Mayer (1806–1842) aus Mannheim, Tochter des Tabakfabrikanten Gottschalk Meyer und Rebecca Ladenburg. Nach deren frühen Tod heiratete er Gitel, genannt Jettchen, (1816–1845).
Der Komponist Hermann Levi und der Mannheimer Bankdirektor Wilhelm Lindeck waren seine Söhne. Wilhelm ließ sich römisch-katholisch taufen.
Der von seiner Familie in Mannheim verwahrte Nachlass Benedikt Levis wurde im Zweiten Weltkrieg vernichtet.

## Schriften
Nach Erscheinungsjahr geordnet:
- Benedikt Levi: Thesen, welche zur Erlangung der Würde eines Doctors der Philosophie auf der Ludewigs-Universität den 7ten November 1828 öffentlich vertheidigen wird Benedict Levi aus Mainz. Gießen 1828.
- Beweis der Zulässigkeit des Deutschen Choralgesanges mit Orgelbegleitung beim Sabbathlichen Gottesdienste der Synagoge. In: Weiss's Archiv für Kirchenrecht. 1833, S. 57–95; erneut veröffentlicht als Einzeldruck, Offenbach, 1833.
- Das Programm der Radicalen Reformgemeinde Gießens beleuchtet. Giessen 1848.
- Rede gehalten am 30. September 1879 in der Synagoge zu Giessen bei der Festesfeier seines fünfzigjährigen Amtsjubiläums von Dr. Levi .... Brühl, Gießen 1879.
- Rabbinat der Provinz Oberhessen an die Vorstände der israelitischen Religionsgemeinden der Provinz. Betreffend den Trauergottesdienst für den höchstseeligen Kaiser Friedrich. Gießen 1888.